# 藤川大祐
藤川 大祐（ふじかわ だいすけ、1965年 - ）は、日本の教育学者。東京都渋谷区出身。

## 人物・来歴
渋谷区立幡代小学校、麻布中学校・高等学校を経て、東京大学教育学部卒業、東京大学大学院教育学研究科学校教育学専攻修士課程修了、同博士課程単位取得満期退学。金城学院大学助教授などを経て、2001年に千葉大学教育学部助教授。2010年より千葉大学教育学部教授（大学院教育学研究科・大学院人文社会科学研究科を兼任）。2010年度千葉大学学長特別補佐。2012年度より千葉大学教育学部生涯教育課程長(〜2013年度)。2015年度より千葉大学教育学部副学部長。2018年度より千葉大学教育学部附属中学校校長。
専門は教育方法学、授業実践開発。メディア・リテラシー、ディベート、環境、数学、アーティストとの連携授業、企業との連携授業等、さまざまな分野の新しい授業づくりに実践的に取り組む。学級経営やいじめに関しても研究。2015年春号より季刊『授業づくりネットワーク』編集長。
担当授業は学校と教育、授業研究入門、ディベート教育論、メディアリテラシー教育、キャリア教育、地域子育て支援活動実習、授業実践開発演習など。
2005年、千葉大学ベストティーチャー賞を受賞。2011年、担当した千葉大学・千葉市連携授業「西千葉子ども起業塾」が経済産業省より第2回キャリア教育アワード審査委員特別賞を受賞。2012年、理事長をつとめるNPO法人企業教育研究会が、第28回学習デジタル教材コンクールで文部科学大臣賞(団体）を受賞。
青年期にはシンガーソングライターを目指していた。

## 経歴
- 警察庁「バーチャル社会のもたらす弊害から子どもを守る研究会」委員（2006年）
- 千葉県青少年健全育成計画策定委員会委員長（2006年～2008年）
- 千葉県青少年を取り巻く有害環境対策推進協議会委員（2007年～）
- 文部科学省「ネット安全安心全国推進会議」委員（2007年～）
- 安心ネットづくり促進協議会コミュニティサイト検証作業部会主査（2009年～）
- 同スマートフォン利用作業部会主査（2010年～）
- 総務省「利用者視点を踏まえたICTサービスに係る諸問題に関する研究会」青少年インターネットWG主査代理（2010年～）
- 東京都携帯電話端末等推奨基準検討委員会委員長代理（2011年～）
- NHK教育テレビ「メディアのめ」「伝える極意」「10min.ボックス」番組委員
- NPO法人企業教育研究会理事長
- NPO法人全国教室ディベート連盟理事長
- 日本メディアリテラシー教育推進機構 (JMEC) 理事長

## 主な著書
- 『「個を育てる」授業づくり・学級づくり』（学事出版、1993年）
- 『数学する教室』（学事出版、1994年）
- 『授業に役立つインターネット・パソコン通信入門』（学事出版、1996年）
- 『ディベートで学校はよみがえる』（学事出版、1998年）
- 『「総合的学習」の実践アイデア集1 国際理解・人権学習＆情報学習編』（学事出版、1999年）
- 『「総合的学習」の実践アイデア集2 環境・地域学習＆福祉・健康学習編』（学事出版、1999年）
- 『すぐに使える授業アイデア！環境学習の実践事例集』（学事出版、2000年）
- 『メディアリテラシー教育の実践事例集』（学事出版、2000年）
- 『授業分析の基礎技術』（学事出版、2002年）
- 『養護教諭のためのメディアリテラシーによる健康学習』（学事出版、2003年）
- 『企業とつくる授業』（教育同人社、2004年）
- 『やるぞ!!中学数学ワークシート（1～3年）』（学事出版、2004年）
- 『企業とつくるキャリア教育』（教育同人社、2006年）
- 『企業とつくる食育』（教育同人社、2007年）
- 『ケータイ世界の子どもたち』（講談社現代新書、2008年）
- 『楽しく学ぶメディアリテラシー授業』（学事出版、2008年）
- 『千葉発 企業とつくる先端キャリア教育』（千葉日報、2008年）
- 『本当に怖い「ケータイ依存」から我が子を救う「親と子のルール」』（主婦の友社、2009年）
- 『学校・家庭でできるメディアリテラシー教育』（金子書房、2011年）
- 『いじめで子どもが壊れる前に』（角川oneテーマ21、2012年）
- 『教科書を飛び出した数学』（丸善出版、2013年）
- 『12歳からのスマホのマナー入門』（大空出版、2014年）
- 『授業づくりエンタテインメント！』（学事出版、2014年）
- 『スマホ・パソコン・SNS よく知ってネットを使おう! こどもあんぜん図鑑』（監修）（講談社、2015年）